# 2020年美国总统选举怀俄明州选情
2020年美国总统选举于11月3日星期二在怀俄明州举行，这是2020年美国总统选举的一部分，所有50个州和哥伦比亚特区都参加了此次选举。怀俄明州选民通过普选选出选举人，共和党候选人、现任总统唐纳德·特朗普和竞选搭档副总统迈克·彭斯对阵民主党候选人、前副总统乔·拜登和他的竞选搭档加州参议员卡马拉·哈里斯。怀俄明州在选举人团中拥有三张选举人票。美国共和党候选人、现任总统特朗普赢得了该州的三张选举人票。